# آلفونسو منندس
آلفونسو منندس (اسپانیایی: Alfonso Menéndez‎؛ زادهٔ ۳۱ مهٔ ۱۹۶۶) کماندار اهل اسپانیا است.